# جيريمي وايت (مغني أوبرا)
جيريمي وايت (بالإنجليزية: Jeremy White)‏ هو مغني أوبرا بريطاني، ولد في 1953.

## وصلات خارجية
- جيريمي وايت على موقع IMDb (الإنجليزية)
- جيريمي وايت على موقع ميوزك برينز (الإنجليزية)
- جيريمي وايت على موقع ديسكوغز (الإنجليزية)